# Stenophthalmus ocellatus
Stenophthalmus ocellatus är en tvåvingeart som beskrevs av Becker 1903. Stenophthalmus ocellatus ingår i släktet Stenophthalmus och familjen fritflugor. Inga underarter finns listade i Catalogue of Life.